# Aurillac
Aurillac este un oraș în Franța, prefectura departamentului Cantal în regiunea Auvergne. 